# Calaxis
Calaxis è un genere di mollusco gasteropode appartenente alla famiglia dei Ferussaciidae.
Le specie del genere Calaxis sono autoctone del Mar Mediterraneo Orientale, principalmente di Cipro, del nord dell'Egitto, di Israele e delle alture del Golan.

## Specie
Questo genere, contiene unicamente due specie conosciute:
- Calaxis cypria
- Calaxis hierosolymarum